# Lista över rollfigurer i Teenage Mutant Ninja Turtles (2012)
Detta är en lista över rollfigurer i 2012 års Turtlesserie som började sändas i Nickelodeon den 29 september 2012.

## Huvudfigurer

### Sköldpaddorna
Teenage Mutant Ninja Turtles är en grupp humanoida sköldpaddor som bor i avloppen under New York.
- Donatello / "Donnie" (röst av Rob Paulsen) - Donatello ansvarar för kunnighet inom teknik och vetenskap, och är en duktig datahacker. Han bär lila bandana, och slåss med en bō som i denna serie även kan dubblas till naginata med ett knivblad i stavens ena ände. Svenskspråkig röst av Jesper Adefelt.
- Leonardo / "Leo" (röst av Jason Biggs under säsong 1 och de flesta avsnitten under säsong 2, Dominic Catrambone under visa avsnitt av säsong 2, och Seth Green under säsong 3) - Leonardo är en entusiastisk ninjutsuelev, bär en blå bandana, och slåss med två katanasvärd, "Niten Ryu". Svenskspråkig röst av Adam Portnoff.
- Michelangelo / "Mikey" (röst av Greg Cipes) - Michelangelo är den yngsta sköldpaddan, och tycker om TV-spel, skateboardåkning och pizza.[2] Han bär en orange bandana, och slåss med två nunchakus som i denna serie även kan dubblas som kusarigama genom ett knivblad inuti en av pinnarna. Svenskspråkig röst av Anton Raeder.
- Raphael / "Raph" (röst av Sean Astin) - Raphael bär en röd bandana och slåss med två saisvärd. Han är känd för sitt hätska temperament. Svenskspråkig röst av Joakim Tidermark.

### Sköldpaddornas vänner
- Hamato Yoshi / Splinter (röst av Hoon Lee) - Hamato Yoshi var son till Hamato Yūta, ledare för Hamatoklanen som var rivaler med Fotklanen. Under en konfrontation med Kraang muterades Hamato Yoshi till en mutantråtta, efter att nyligen varit i kontakt med en råtta. Han har tränat sköldpaddorna i ninjitsu. Svenskspråkig röst av Bengt Järnblad.
- April O'Neil (röst av Mae Whitman) - Dr. Kirby O'Neils 16-åriga dotter. Både Donatello och Casey Jones visar i denna serie känslor för henne. Svenskspråkig röst av Carla Abrahamsen (Säsong 1 till 3) och Mikaela Ardai Jennefors (Säsong 4).
- Casey Jones (röst av Josh Peck[3]) - 17-årig son till en tidigare NHL-spelare. Han blir senare vän med sköldpaddorna. Svenskspråkig röst av Nicklas Berglund
- Hamato Miwa / Karai (röst av Kelly Hu) - som spädbarn blev Hamato Miwa, dotter till Hamato Yoshi (Splinter), bortförd av Oroku Saki. Efter att först ha varit sköldpaddornas fiende, blir hon senare alltmer vän med dem. Svenskspråkig röst av Lina Hedlund.
- Kirby O'Neil (röst av Keith Silverstein) - Psykolog och April O'Neils far, som träffar sköldpaddorna då han och April tillfångatas av Kraang. Han blir senare muterad till fladdermus och senare en till hälften Kraangliknande varelse, men senare återförvandlad. Svenskspråkig röst av Daniel Sjöberg
- Timothy / Pulveriseraren / Mutagenmannen (röst av Roger Craig Smith) - Timothy var en glassförsäljare som bevittnade sköldpaddornas första strid mot Baxter Stockman. Muteras senare till Mutagenmannen. Svenskspråkig röst av Nicklas Berglund.
- Jack J. Kurtzman (röst av Robert Forster) - Journalist som undersökt Kirby O'Neils och andra vetenskapsmäns försvinnande. Svenskspråkig röst av Anders Beckman.
- Ice Cream Kitty (rösteffekter av Kevin Eastman) - En vild tabbykatt som April hittar i en gränd, och Michelangelo gör till sitt husdjur. Muteras senare till Ice Cream Kitty.
- Mighty Mutanimals - En mutantgrupp sammansatt av Jack J. Kurtzman för att bekämpa Kraang.
  - Spike / Slash (röst av Corey Feldman) - Dossköldpaddan Spike, Raphaels husdjur, som senare muteras till Slash. Svenskspråkig röst av Ole Ornered.
  - Leatherhead (röst av Peter Lurie) - Alligator muterad av Kraang. Svenskspråkig röst av Ole Ornered.
  - Pete (röst av A. J. Buckley) - En duva, muterad av Kraang.
  - Dr. Tyler Rockwell/Monkey Brains (rösteffekter av Frank Welker i sitt första avsnitt, röst av Tom Kenny i sitt tredje avsnitt) - Neurokemist som förvandlas till en mutantapa av Dr. Victor Falco.
- Bigfoot (röst av Diedrich Bader) - En kryptidvarelse som sköldpaddorna stöter på i skogarna utanför Northampton, Massachusetts.
- Punk Frogs - En grupp humanoida mutantgrodor som muterats sedan mutagen dumpats nära deras damm.
  - Attila (röst av Maurice LaMarche) - Ledaren.
  - Genghis (röst av Kevin Michael Richardson) - militärt influerad.
  - Rasputin (röst av Maurice LaMarche) - Attilas högra hand.
  - Napoleon (röst av Jon Heder) - Avslappnad typ.
  - Grodsoldater - En grupp mutantgrodor ledda av Genghis, senare Napoleon.
- Bernie (röst av Bill Moseley) - Läkare som upptäckte de mystiska bäverliknande varelserna för 40 år sedan.
- Dr. Cluckingsworth - En vit tamhöna som upptäcks vid familjen O'Neils sommarhus.
- Jason / Mondo Gecko (röst av Robbie Rist) - Jason var en populär skateboardåkare i high school som föll i en mutagenbehållare och förvandlades till en muterad leopardgecko.
- Garson Grunge / Muckman (röst av Nolan North under tidigare avsnitt, senare av Grant Moninger) - Garson Grunge, som senare muteras till Muckman.
  - Joe Eyeball - tidigare Garson Grunges vänstra öga tills det utsattes för mutagenet.
- Renet (röst av Ashley Johnson) - En ung tidsmästare.
- Lord Simultaneous (röst av Jim Piddock) - Renet arbetar för Lord Simultaneous.
- Hamatoklanen - Ninjaklanen från vilken Hamato Yoshi härstammar, och Fotklanens ärkefiender.
  - Hamato Yūta (röst av Hoon Lee) - Hamato Yoshis far och Oroku Sakis adoptivfar, och Hamatoklanens sista ledare innan Shredder tog över.
  - Tang Shen (röst av Minae Noji) - Hamato Yoshis fru, och Miwas mor, Japansk kvinna av kinesiskt ursprung.
- Professor Zayton Honeycutt / Fugitoid (röst av David Tennant) - Zayton Honeycutt utomjordisk forskare från Dimension X, vars medvetande senare placerats i en android efter att hans riktiga kropp förintats när triceratonerna angrep hans laboratorium.

## Sköldpaddornas antagonister

### Fotklanen
Fotklanen är en kriminell ninjaklan som grundades i Japan för cirka 1 500 år sedan av en ninja vid namn Koga Takuza.
- Oroku Saki / Shredder (röst av Kevin Michael Richardson) - Fotklanens ledare, och en av seriens huvudantagonister. Svenskspråkig röst av Fredrik Hiller.
- Chris Bradford / Dogpound / Rahzar (röst av Clancy Brown) - Chris Bradford var en världsberömd kampsportare och i hemlighet prisad medlem av Fotklanen, och bedrev flera dojos för att rekrytera medlemmar till Fotklanen. Han förvandlas senare till en muterad Akitahund, Dogpound och senare till en skelettliknande varulvsliknande figure, Razhar, efter att ha fallit i en mutagentunna. Svenskspråkig röst av Anders Beckman.
- Xever Montes / Fishface (röst av Christian Lanz) - Xever Montes var ett brasilianskt gatubarn som levde ett kriminellt liv i  São Paulo. Han muteras senare till mutantfisken Fishface i Chinatown marketplace. Efter mutationen har han skaffat sig mekaniska ben. Svenskspråkig röst av Daniel Sjöberg (säsong 1 och 2) och Anders Beckman (säsong 3).
- Baxter Stockman / Stockman-Fly - (röst av Phil LaMarr) - Baxter Stockman är en vetenskapsman, som senare muteras till en mutantfluga. Svenskspråkig röst av Daniel Sjöberg.
- Tiger Claw (röst av Eric Bauza) - Tiger Claw var en japansk cirkusartist, som förvandlades av Kraang  som barn och blev en muterad bengalisk tiger. Svenskspråkig röst av Daniel Sjöberg.
- Ivan Steranko / Rocksteady (röst av Fred Tatasciore) - Ivan Steranko var en rysk vapenhandlare, som senare förvandlas till en muterad noshörning.
- Anton Zeck / Bebop (röst av J.B. Smoove) - Anton Zeck var en professionell tjuv, som använde sig av high-tech-rustning. Han förvandlas senare till ett muterat vildsvin.
- Don Vizioso (röst av Brian Bloom) - Don Vizioso är ledare för en italiensk maffiagrupp i Manhattan. Svenskspråkig röst av Bengt Järnblad.
  - Fulci Twins (röst av Eric Bauza) - Två tvillingar som arbetar för Don Vizioso.
- Shredder Mutants -En trio muterade kloner skapade av Baxter Stockman med Shredders DNA. De vaktar Fotklanens laboratorium.
  - Shiva Shredder (röst av Kevin Michael Richardson) - En stor fyrarmad klon som skapats av DNA från Shredder och en krabba.
  - Claw Shredder (röst av Kevin Michael Richardson) - En klon som skapats av DNA från Shredder och en hummer.
  - Mini Shredder (röst av Kevin Michael Richardson) - En mindre klon.
- Mega Shredder - En stor mutant skapad ur de tre Shredderklonerna sedan Bebop och Rocksteady lurat dem ner i mutagentunnan.
- Fotsoldater - Shredders ninjaarmé.
- Fotrobotar - En armé ninjarobotar skapade av Kraang för att förstärka Fotklanen.
  - Chromedome (röst av Nolan North) - En robot i ninjautrustning, ursprungligen skapad av Kraang.

### Kraang
Kraang (röst av Nolan North) är en utomjordisk, hjärnliknande, art som kommer från Dimension X vilka använder sig av robotkroppar. De förde mutagenet till Jorden, och har ännu inte lärt sig bemästra det engelska språket fullt ut. Kraang är också fiender med triceratonerna. Svenskspråkiga röster av Fredrik Hiller, Ole Ornered och Anders Beckman.
- Kraang Prime (röst av Roseanne Barr under säsong 1 och 2, Rachel Butera under säsong 3) - Ledare för Kraang, och en av seriens huvudantagonister.
- Kraang Subprime (röst av Gilbert Gottfried) - En Kraangspion förklädd till Aprils väninna Irma Langinstein. Har lärt sig bemästra engelskan.
- Mrs. Campbell (röst av Cassandra Peterson) - En forskare från World Wide Genome Project.[4]
- Biotroid - En Yetiliknande biomekanisk rustning.
- Dracodroid - En tvåhövdad cyborgdrake skapad av Kraang.
- Irmabots - En grupp av androider förklädda till Aprils väninna Irma Langinstein.

### Figurer från Dimension X
The Kraang have used various creatures that come from Dimension X to help them in their plots. Among the Dimension X creatures are:
- Stenkrigare - Enorma humanoida stenmonster från Dimension X, som bevakar kraang.
  - Traag - Ett lavaspridande stenmonster från Dimension X.
  - Granitor - Ett lavaspridande stenmonster från Dimension X som påminner om Traag.
- Sjöodjur från Dimension X  - Ett ej namngivet sjöodjur från Dimension X som påminner om Loch Ness-odjuret, som fungerar som Kraangs vakt under vattnet.
- Kraathatrogons - En utomjordisk maskart från Dimension X.
- Long-Tongue Worms - Utomjordiska maskliknande varelser från Dimension X.
- Rocktopus - En gigantisk bläckfisk/insektsliknande utomjording från Dimension X.
- Levande atomer - Atomer från Dimension X, som kan skjuta elektricitet.
- Bio-Electrical Eyeball - En gigantisk ögonliknande varelse från Dimension X som skjuter elektricitet.

### Purple Dragons
Purple Dragons är en grupp sinoamerikanska gatuligister som kräver butiksälgare på skyddspengar vid Lower East Side och i Chinatown.
- Hun (röst av Eric Bauza) - Ledare för Purple Dragons, och expert på kampsporter. Svenskspråkig röst av Daniel Sjöberg.
- Fong (röst av Andrew Kishino) - Inofficiell ledare för Purple Dragons under första och andra säsongen, ibland beväpnad med slaktarkniv.
- Sid (röst av Andrew Kishino) - Sinoamerikansk medlem av Purple Dragons, ibland beväpnad med yxa.
- Tsoi (röst av James Sie) - Sinoamerikansk medlem av Purple Dragons, ibland beväpnad med slägga.

### Mindre antagonister
- Snake / Snakeweed (röst av Danny Jacobs) - Snake var ursprungligen en gatuligist som arbetade för Kraang som deras förare. Han förvandlades senare till ett växtliknande mutantmonster. Svenskspråkig röst av Daniel Sjöberg och Ole Ornered (senare avsnitt)
- Vic / Spider Bytez (röst av Lewis Black) - New York-bo i 40-årsåldern, som lyckas filma sköldpaddorna på video. Då han sedan får mutagen på sig samtidigt som en spindel, förvandals han till ett spindelliknande monster, som av Michelangelo kallas Spider Bytez. Svenskspråkig röst av Ole Ornered
- Dr. Victor Falco / Råttkungen (röst av Jeffrey Combs) - Victor Falco var en vetenskapsman som arbetade för Kraang, men senare utsattes för kemikalier som gav honom förmågan att kontrollera råttor, och han antog namnet Råttkungen. Svenskspråkig röst av Daniel Sjöberg.
  - Claudius, Nero och Commodus - Tre jätteråttor namngivna av Råttkungen.
  - Rat Man Freak (röst av Jason Biggs) - En människoliknande mutantråtta.
- Justin - En mutant skapad av Karai, och som muterats genom en blandning av DNA från flera olika djur.
- Spy-Roach / Cockroach Terminator - En kackerlacka som Donatello försåg med spionutrustning, för att spionera på Kraang. Muteras senare.
- Parasitica Wasp - En gigantisk muterad parasitstekel som med sina stick hypnotiserar sköldpaddorna att bevaka parasitstekelns ägg.
- Newtralizer (röst av Danny Trejo) - En mutant skapad av Kraang. Svenskspråkig röst av Fredrik Hiller.
- Ekorrmonster (Squirrelanoids) - Muterade grå ekorrar.
- April Derp (röst av Mae Whitman) - En April-klon.
- Fungus Humungous (röst av Fred Tatasciore) - En enorm svampmutant.
- Antonio / Pizza Face (röst av John DiMaggio) - Antonio var en italiensk pizzabagare som bedrev Antonio's Pizza, som senare förvandlades till en muterad pizza. Svenskspråkig röst av Daniel Sjöberg.
- Ho Chan (röst av James Hong) - En kampsportare, och ättling från Shangdynastin i Kina, vars kampsportskicklighet misstogs för trolldom.
- Creep - Ett muterat träskmonster.
- The Finger (röst av Jesse Ventura) - Jägare och djursamlare som bär en tsantsa runt halsen.
- Mom Thing (röst av Renae Jacobs) - En varelse skapad av Kraang genom DNA från Aprils mor.
- Dream Beavers - En grupp amerikanska bävrar från en annan värld, som planerar att ta över Jorden. De besitter förmågan att fånga personer i deras drömmar.
  - Dire Beaver (röst av Robert Englund) - Lila-färgad. Ledaren.
  - Dark Beaver (röst av John Kassir) - Rödfärgad.
  - Dread Beaver (röst av Robert Englund) - Orangefärgad.
  - Dave Beaver (röst av John Kassir) - Blå- och rosafärgad.
- Speed Demon (röst av Steven Blum) - En muterad muskelbil som förvandlar sin förare till en mutant. Bilen muterades av mutagen som spillts ut under sköldpaddornas strid med Punkgrodorna.
- Chimera - En mutanthybrid av en falk, en fisk och en daggmask, skapad av mutagen sedan Speed Demon exploderat.
- Savanti Romero (röst av Graham McTavish) - Den onde tidsmästaren som försöker stjäla Lord Simultaneous tidsspira.
- Son of Snakeweed - En mutant skapad av Creep genom att placer mutagen i en av Snakeweeds klor.
- Creepweed - En fusion av delar från Creep och Son of Snakeweed. Besegrades av Donatello. En av seriens huvudantagonister under fjärde säsongen.
  - Vreen - Lord Dreggs soldater.
  - Hornetron - Lord Dreggs bioskepp.
- Wyrm (röst av Dwight Schultz) - Daggmaskliknande varelse som länge varit fångad i en mystisk kub.
- Armaggon (röst av Ron Perlman) - En utomjordisk haj, och prisjägare sm är efterlyst i 87 olika planetsystem. Använder sig av en hajliknande dräkt/rustning.
- Overmind (röst av Jim Piddock) - Ett AI-prorgram  i en övergiven robotfabrik, vars mål är att tillintetgöra allt organiskt liv, och härska över alla robotar.
  - VX3 Warbots (röst av Jim Piddock) - Krigsrobotar som senare kom under Overminds kontroll..

## Utomjordiska arter
Förutom Kraang finns även andra utomjordiska arter:

### Salamandrians
En humanoid art. Förutom Newtralizer finns även:
- G'Throkka / Sal Commander (röst av Keith David) - Har ett mekaniskt öga, och vapenbestyckad svans.
- Y'Gythgba / Mona Lisa (röst av Zelda Williams) - En kvinna som Raphael visar känslor för.

### Triceratoner
En grupp utomjordiska triceratopliknande utomjordingar. De andas kväve, och trivs sämre med syret i Jordens atmosfär. Triceratonerna har varit i krig med Kraang, och sedan triceratonernas hemvärld förintades har de försökt förinta varje planet som Kraang försökt ta över. Deras militära ledare är kapten Mozar. 
- Triceraton-kejsaren - Triceratonernas härskare.
- Captain Mozar (röst av Michael Dorn) - Överbefälhavare för triceratonernas rymdflotta.
- Sergeant Zog (röst av Lance Henriksen) - En scout för triceratonernas armé.
- Befälhavare Zorin - Triceratonernas andrabefälhavare.
- Sergeant Zark - Sergeant i triceratonernas armé.
- General Zera (röst av Kate Mulgrew) - En kvinnlig triceraton, som introducerades i TV-filmen Half-Shell Heroes: Blast to the Past. Hon leder en operation i Jordens kritaperiod.
- Löjtnant Zorg (röst av Fred Tatasciore) - En överviktig triceraton som arbetar för General Zera.
- Triceratonsoldater (diverse röstskådespelare) - Ej namngivna soldater.

### Utromer
Utromerna är en grupp fredliga motsvarigheter till Kraang. Blande de kända utromerna förekommer.
- Bishop (röst av Nolan North) - An utrom som använder sig av en Kraangdroid-robotkropp med solglasögon.

## Mindre rollfigurer
- Mrs. O'Neil (röst av Renae Jacobs) - Aprils mor och Kirbys fru.
- Metalhead - En sköldpaddsliknande robot skapad av Donatello med hjälp av Kraangteknik. Utrustad med diverse vapen.
- Carlos Chiang O'Brien Gambe (röst av Jim Meskimen) - Lokal nyhetsreporter för Channel 6.
- Mr. Murakami (röst av Sab Shimono) - En synskadad japansk butiksinnehavare.
- Joan Grody (röst av Kari Wahlgren) - Värd för TV-programmet "Grody to the Max".
- Sköldpaddorna ur 1987 års TV-serie - Då Donatello, April O'Neil och Casey Jones befinner sig i ett rum fullt av dimensionsportar ser de sina motsvarigheter i ett parallellt universum. När en Kraathatrogon anländer i detta parallella universum bevittnar sköldpaddorna ur 1987 års TV-serie en Kraathatrogon i Manhattan, och går i strid med den.
  - Leonardo ur 1987 års TV-serie (röst av Cam Clarke) - Leonardo i ett parallellt universum.
  - Donatello ur 1987 års TV-serie (röst av Barry Gordon) - Donatello parallellt universum.
  - Raphael ur 1987 års TV-serie (röst av Rob Paulsen) - Raphael parallellt universum.
  - Michelangelo ur 1987 års TV-serie (röst av Townsend Coleman) - Michelangelo parallellt universum.
- Martin Milton / Sir Malachi (röst av Paul Reubens) - Martin Milton var en pojke som spelade rollspelet "Mazes & Mutants", och senare utsattes för mutagen.
- Earth Protection Force - En hemlig enhet skapad för att bekämpa utomjordiska hot.
- Aprils farfars far/morfars far - Ej namngiven person som för många år sedan byggde familjen O'Neils gård.
- Deer Spirit - En naturande i skogarna kring Northampton, Massachusetts.

## TV-seriefigurer
Följande figurer medverkar i TV-serier som rollfigurerna tittar på:

### Space Heroes
Space Heroes är en animerad TV-serie som Leonardo tittar på.
- Kapten Ryan (röst av Brian Bloom) - Huvudhjälten, ledare för besättningen på ett rymdskepp.
- Crankshaw (röst av Scott Menville) - En ung fänrik.
- Dr. Mindstrong (röst av Ben Cross) - En utomjordisk forskare.
- Commander Grundch (röst av Nolan North) - Kapten Ryans andrabefälhavare.
- Rodriguez (röst av Greg Cipes) - En soldat utsedd av kapten Ryan för ett uppdrag.
- "That Other Guy" (röst av Rob Paulsen) - En grönhudad människoliknande utomjording utsedd av kapten Ryan för ett uppdrag.
- Trumplets - Små figurer.
- Celestial (röst av Anna Graves) - En mindre rollfigur som försökte lura kapten Ryan att ge henne några hemliga koder.
- Hypnotica - En utomjording som hjärntvättat kapten Ryan att tro han var en kvinna.
- Cortexicons - En utomjordisk art som utför tankekontroll. En av dem tog kontrollen över Dr. Mindstrong i ett avsnitt.
- Digesters - En art bestående av oranga blobliknande varelser.

### Super Robo Mecha Force Five
Super Robo Mecha Force Five är en animeserie som Michelangelo tittar på. Den kallas också vid förkortningen SRMFF.
- kapten Dash Coolstar (röst av Brian Bloom) - Ledare för Super Robo Mecha Force Five och huvudfiguren.
- Dr. Blip (röst av Scott Menville) - Forskare.
- Squeakums - Utomjordisk apa.
- Lunk (röst av Nolan North) - The hot-tempered member who controls the left arm.
- Princess (röst av Mae Whitman) - Kvinnlig medlem av gruppen. Prinsessa över en hel planet.
- General Unsura (röst av Kevin Michael Richardson) - En skurk som en gång lyckades ta kontrollen över roboten Mighty Super Robo Mecha.
- Mind Master (röst av Nolan North) - En skurk.
- Skele-Lord (röst av Josh Peck) - En skelletlik skurk som besegrades av SRMFF, men sedan återvände med sin egen robot.
- Cyberoid X (röst av Brian Bloom) - En mindre skurk.
- Kill Beast Bots - Robotiska gula monster från planeten Sevenorth.
- Giant Space Squid - En utomjordisk bläckfisk som besegrades av SRMFF.
- Hydra Beast - En trehövdad drakliknande utomjording. Parodi på King Ghidorah från Godzillaserien.

### Crognard the Barbarian
Crognard the Barbarian är sköldpaddornas favoritserie då de bor i Aprils familjs lantgård under säsong 3.
- Crognard (röst av Brian Bloom) - Huvudfiguren.
- Wizardess (röst av Mae Whitman) - Crognars vän, som bemästrar magi.
- Graah (röst av Nolan North) - Crognars monstervän.
- Spooch (röst av Scott Menville) - Fiskliknande varelse, Crognars vän.
- Mounts - Diverse varelser.
  - Go-lek - Crognards husdjursödla.
  - Horses - Parodier på hästarna från Thundarr.
  - Reptilian Steeds - Tre dinosaurieliknande figurer som seriens hjältar använder i jakten på Muurg.
- Slug People - Snigelliknande varelser.
  - "Slug People Leader" (röst av Nolan North) - Antas vara ledare för Slug People.
- Giant Mountain Demon - En jättedemon som valde Wizardess, men besegrades av Crognard.
- Muurg (röst av Brian Bloom) - En ond kentaur som stal Koweewahs mystiska juvel.
- Megalord Zarrik (röst av Jim Meskimen) - En skurk som kan byta ansikte.
- Grom and Grum (röst av Fred Tatasciore och J.B. Smoove) - En tvåhövdad jättevarelse.
- Gorrick Army - En armé bestående av muskulära, beväpnade, orchliknande-varelser.
- Malfidor (röst av Tom Kenny) - En tankekontrollerande trollkarl.
- Rock Giant - En jätte gjord av sten. Crognard tog sig in i dess kropp och förstörde jätten inifrån.
- Dread Dragon Wigglepuss - En stor femhövdad drake från Gray Northern Middle Mountains of Mooreless. Draken åt slutligen Crognard och spottade ut hans krona.

### Chris Bradford's 2 Ruff Krew
Chris Bradford's 2 Ruff Krew är en tecknad 1980-talsserie med en tecknad variant av Chris Bradford. Sändningssignalerna plockades upp av Fugitoids rymdskepp.
- Chris Bradford (röst av Clancy Brown) - Tecknad variant av Chris Bradford. Precis som seriens verkliga Chris Bradford är han en parodi på Chuck Norris.
- Bill Renyo -
- Master C (röst av Kevin Michael Richardson) - Vän till Chris Bradford. Parodi på Mr. T.
- Sumo Glen (röst av Rob Paulsen) - Sumobrottare, vän till Chris Bradford.
- Fake Master (röst av Kevin Michael Richardson) - En ond person som i minst tre års tid figurerat utklädd som Chris Bradfords flickvän Felicia.